# Legénybúcsú (film)
A Legénybúcsú (eredeti cím: Bachelor Party) 1984-ben bemutatott amerikai filmvígjáték, melyet Neal Israel írt és rendezett. A főbb szerepekben Tom Hanks, Adrian Zmed, William Tepper és Tawny Kitaen látható.

## Összefoglaló
Rick Gassko bohém fiatalember, aki nősülni készül és barátai legénybúcsút szerveznek neki. Miközben nagy kihívást jelent neki, hogy ne csalja meg menyasszonyát, Debbie-t, a lány volt barátja is folyamatosan a nyomában jár.

## Cselekmény
A bohém életet élő Rick Gassko egy katolikus iskola buszsofőrjeként tölti mindennapjait. Elhatározza, hogy megkomolyodik és megállapodik az életben, így eljegyzi barátnőjét, Debbie-t. Barátait valósággal sokkolja a hír, de elhatározzák, hogy megszervezik neki minden idők legdurvább legénybúcsúját. Debbie szülei, a gazdag, konzervatív Thompson-házaspár ellenzik a frigyet, Rick léhasága miatt, az apja pedig el is határozza, hogy Debbie exbarátja, Cole Whittier segítségével szétválasztja a párt.
Debbie aggodalmaskodva megy a lánybúcsújába, miközben Rick elindul a saját legénybúcsújába, megígérve, hogy hűséges fog maradni. Mindkét buli rossz irányt vesz, köszönhetően Cole mesterkedéseinek. Mikor megtudják, hogy a legénybúcsú durva irányt kezdett venni, Debbie és a barátnői elhatározzák, hogy ők is féktelenül fognak mulatni. A két társaság bulizás közben végül találkozik, Debbie-ék pedig, látva, hogy kitolnak velük a srácok, elhatározzák, hogy prostituáltnak öltözve beszöknek a legénybúcsúba, hogy hűtlenségen érjék Ricket.
A legénybúcsú katasztrofális véget ér, ahogy az események csúcspontján megdöglik egy szamár, a hotel igazgatója pedig kipenderíti az egész bandát, a panaszkodó vendégek miatt. Ráadásul Rick egyik barátja, Brad egész este öngyilkos akar lenni, mert a felesége kidobta. Rick leleplezi Debbie-t, és meggyőzi, hogy a hatalmas kísértés ellenére sem csalta meg őt, amikor megjelenik a rendőrség. A kavarodásban Cole elrabolja Debbie-t, és magával hurcolja. Rick utánaered, és egy hatalmas, 36 termes moziban vívják meg végső párbajukat. Mindeközben a nézők azt hiszik, hogy egy valódi 3D filmes élményben van részük. Rick végül győz, és visszanyeri Debbie-t. Összeházasodnak, az esküvő után pedig Rick iskolabuszával indulnak nászútra, amit a nevető Brad vezet.

## Szereplők
| Színész            | Szerep                    | Magyar hang            | Magyar hang    |
| Színész            | Szerep                    | 1. szinkron            | 2. szinkron    |
| ------------------ | ------------------------- | ---------------------- | -------------- |
| Tom Hanks          | Rick Gassko               | Rátóti Zoltán          | Széles Tamás   |
| Tawny Kitaen       | Debbie Thompson           | Tóth Enikő             | Tóth Ildikó    |
| Adrian Zmed        | Jay O'Neill               | Kerekes József         | Miller Zoltán  |
| George Grizzard    | Ed Thompson               | Tolnay Miklós          | Perlaki István |
| Barbara Stuart     | Mrs. Thompson             | Tímár Éva              | Tóth Judit     |
| Robert Prescott    | Cole Whittler             | Sinkovits-Vitay András | Bozsó Péter    |
| William Tepper     | Dr. Stanley "Stan" Gassko | Márton András          | Csankó Zoltán  |
| Wendie Jo Sperber  | Dr. Tina Gassko           | Kiss Mari              | Réti Szilvia   |
| Barry Diamond      | Rudy                      | Hankó Attila           | Fekete Ernő    |
| Tracy Smith        | Bobbi                     | Hegyi Barbara          | Gubás Gabi     |
| Gary Grossman      | Gary                      | Incze József           | Cseke Péter    |
| Michael Dudikoff   | Ryko                      | Lippai László          | Hujber Ferenc  |
| Gerard Prendergast | Michael                   | Szokol Péter           | F. Nagy Zoltán |
| Kenneth Kimmins    | Hoteligazgató             | Fülöp Zsigmond         | Pathó István   |
| Brett Baxter Clark | Dákó Nick                 | Szabó Sipos Barnabás   | Betz István    |
| Monique Gabrielle  | Tracey, az álomnő         |                        |                |
| Bradford Bancroft  | Brad Mollen               | Forgács Péter          | Széles László  |

## Folytatásai
A filmnek 2008-ban megjelent egy kvázi folytatása is, Legénybúcsú 2. – Az utolsó kísértés címmel, mely a címén kívül semmiben nem kapcsolódik az első részhez és csak DVD-n adták ki. 2014-ben bejelentették, hogy egy sorozatot terveznek bemutatni a film alapján.